# Soledad Alameda
Soledad Alameda (1943 - Madrid, 24 de juliol de 2009) va ser una periodista espanyola. Col·laborava habitualment al diari El País, on va publicar entrevistes a tota mena de personatges (artistes i polítics principalment) i ha treballat al programa de TVE Informe Semanal. El 1996 va col·laborar en l'obra col·lectiva Memoria de la Transición (1996) amb entrevistes a Adolfo Suárez, Felipe González, Laureà López Rodó i Alfonso Guerra. El 2002 va rebre el Premi de Periodisme Francisco Cerecedo.